# Parahygrobia natans
Parahygrobia natans (лат.) — вид вымерших жесткокрылых из подотряда плотоядных жуков, выделяемый в монотипические род Parahygrobia Ponomarenko, 1977 и семейство Parahygrobiidae Ponomarenko, 1977.

## Описание
Это водяной жук, окаменелости которого датируются юрскими отложениями в азиатской части России (Бурятия). Известны только по ископаемому экземпляру личинки — образцу PIN 3053/423.

## Систематика
Возможно, имаго этого вида относится к другому вымершему семейству — Liadytidae.